# 楼塔镇
楼塔镇,中国浙江省杭州市萧山区下辖的一个镇，位于萧山区南部。辖区总面积47.63平方公里，人口2.6万人。

## 辖区
楼塔镇辖有：
- 社区(1)：仙岩社区；
- 行政村(12)：、岩上村、大同一村、大同二村、大同三村、楼英村、楼家塔村、雪环桥头村、管村、雀山岭村、大黄岭村、萧南村、岩山村。